# Evidence (rapper)
Evidence, pseudonimo di Michael Taylor Perretta (Los Angeles, 10 dicembre 1976), è un rapper, beatmaker e writer statunitense, ma le sue origini sono piuttosto composite, essendo di padre italiano e di madre russo-statunitense.
È noto anche come Ev e Mr. Slow Flow.

## Biografia
Si interessa all'Hip Hop a soli 8 anni, a seguito del divorzio fra i suoi genitori e si dedica giovanissimo alla break dance, allo skateboard e in seguito ai graffiti assieme alla crew Venice Z-Boys.
In un'intervista recente di alcuni anni fa dichiarò l'affetto e l'unione per sua madre, dicendo che rappresentò la fonte d'ispirazione e di impegno per lui e per la sua arte.

## Carriera

### Dilated Peoples
Nel 1992, grazie anche alla spinta e all'influenza di Quincy Jones III, produttore esecutivo, Evidence si diede alla musica Rap, unendosi a un altro MC, Rakaa, col quale forma il duo Dilated Peoples (al quale presto si aggiungerà  DJ Babu). Durante gli anni novanta Evidence fu rapper solo a livello cittadino senza mai realizzare un lavoro intero.
Già nel 1997 i Dilated ottengono una certa popolarità a livello locale. L'album di debutto The Platform esce nel 2000 ma la svolta decisiva e la conferma dell'apprezzamento del gruppo Californiano, anche a livello internazionale, avviene nell'ottobre del 2001, con l'uscita del secondo album Expansion Team.
Ciò che caratterizza Evidence e compagni sono i temi sul genere "conscious", diversi dai canoni West Coast dominanti e improntati sul noto Gangsta rap fin dai tempi di gruppi quali N.W.A. e Compton's Most Wanted. Egli infatti non si definisce un "OG".
Il rapper e produttore The Alchemist, anche se non membro ufficiale del gruppo, produce e collabora da sempre con Evidence (suo amico d'infanzia) e gli altri. In passato anche DJ Khalil, Planet Asia e Defari si sono uniti in quel giro. Nel videogioco Need for Speed: Underground (2003) Evidence è comparso nel brano "Who's Who", al fianco dei Dilated Peoples. Evidence, inoltre, è parte anche della colonna sonora di NBA 2K7 (2006), rappando in "Catch Me I'm Ballin" assieme a Lupe Fiasco.

### Solista
Sempre durante il periodo dei Dilated Peoples, Evidence inizia la carriera solista e pubblica a marzo 2007 l'album The Weatherman LP (con molte tracce prodotte da The Alchemist), non più distribuito dalla Capitol Records, ma dalla ABB Records, etichetta underground.
Ottenne un buon successo nella classifica degli album indipendenti grazie ai vari singoli "Chase the Clouds Away" (la cui videoclip è stata pubblicata solo su internet), "All Said & Done" e "Mr. Slow Flow". Tra nuovi collaboratori di Evidence spiccano Slug degli Atmosphere e Sick Jacken. Poco dopo i Dilated Peoples interrompono la loro produzione musicale.
Il penultimo lavoro prodotto e annunciato sul suo indirizzo di MySpace fu The Layover EP, uscito a fine novembre 2008 e la cui casa discografica è la Decon Records, contenente canzoni dal suono meno groove, frutto di una nuova sperimentazione di Evidence, in particolare la stessa "The Layover", su uno stile simile a "Mr. Slow Flow". Evidence forma poi con The Alchemist il duo Step Brothers e insieme incidono il singolo "So Fresh", ennesima collaborazione dei due, singolo tra l'altro incluso anch'esso all'interno di The Layover EP.
Nel 2009 collabora con un rapper importante della scena Europea, O.S.T.R., col quale incide il brano "Real Game". Evidence nel frattempo preannuncia l'uscita del suo terzo album da solista intitolato Cats & Dogs, la cui registrazione è partita già nel 2008.
Il 17 luglio 2009 Evidence pubblica un video su YouTube in cui mostra di aver firmato un contratto con l'etichetta di Minneapolis Rhymesayers Entertainment per decretare appunto la pubblicazione del suo prossimo album.
Cats & Dogs è pubblicato il 27 settembre 2011. È stato pubblicato un sampler dell'album mixato da DJ Babu. I singoli pubblicati con i videoclip sono "To Be Continued" prodotta da Sid Roams, "Same Folks" feat. Fashawn prodotta da DJ Babu e "You" prodotta da DJ Premier.

## Abilità lirica
Secondo molti appassionati e critici, il tratto distintivo di Evidence sta nella sua originalità lirica, caratterizzata da un flow sciolto e "lento" (come lui stesso definisce).

## Discografia

### Album
Solista
- 2005 - Another Sound Mission Vol. 1
- 2007 - The Weatherman LP
- 2011 - Cats & Dogs
- 2014 - Lord Steppington (con The Alchemist)
- 2018 - Weather or Not
- 2021 -   Unlearning vol 1

con i Dilated Peoples
- 2000 - The Platform
- 2001 - Expansion Team
- 2004 - Neighborhood Watch
- 2006 - 20/20
- 2014 - Directors of Photography

### Produzioni
- 1997: The Visionaries Galleries (2 tracce)
- 1998: Jizzm Bass'd On Principle E.P. (2 tracce)
- 1998: Rasco Time Waits For No Man (2 tracce)
- 1998: Of Mexican Descent Exitos Y Mas Exitos (2 tracce)
- 1998: Jizzm Illasophic Volume 1.5 (2 tracce)
- 1998: Defari Focused Daily (8 tracce)
- 1999: Swollen Members Balance (3 tracce)
- 1999: LMNO Grin & Bear It (2 tracce)
- 2000: Battle Axe Records Battle Axe Warriors (1 traccia)
- 2000: Dj Revolution In 12s We Trust (2 tracce)
- 2000: L.A.'s Own Billy The Kidd The Saloon Music LP (1 traccia)
- 2000: Dilated Peoples The Platform (5 tracce)
- 2001: Aceyalone Accepted Eclectic (4 tracce)
- 2001: Pep Love Ascension (1 traccia)
- 2001: Swollen Members Bad Dreams (3 tracce)
- 2001: Dilated Peoples Expansion Team (4 tracce)
- 2001: Casual He Think He Raw (1 traccia)
- 2001: LMNO Leave My Name Out (2 tracce)
- 2002: Dj Babu Duck Season Vol. 1 (1 traccia)
- 2002: Fat Beats Compilation Volume Two (2 tracce)
- 2002: Defari LA Collection (4 tracce)
- 2002: Tre Hardson Liberation (1 traccia)
- 2002: Swollen Members Monsters In The Closet (1 traccia)
- 2002: Hiero Imperium One Big Trip (1 traccia)
- 2002: Awol One Rebirth (1 traccia)
- 2002: The Planets The Opening (1 traccia)
- 2003: Battle Axe Records Battle Axe Warriors III (1 traccia)
- 2003: Mr. Brady Dirty (1 traccia)
- 2003: Dj Babu Duck Season Vol. 2 (1 traccia)
- 2003: Swollen Members Heavy (2 tracce)
- 2003: Underworld Inc. Lyrics Of Fury 2 (2 tracce)
- 2003: Defari Odds & Evens (7 tracce)
- 2003: X-Ecutioners Scratchology (1 traccia)
- 2003: Dilated Peoples The Alchemist Presents Heavy Surveillance (1 traccia)
- 2003: 2 Mex Unreleased Hits (1 traccia)
- 2004: LMNO Economic Food Chain Music (1 traccia)
- 2004: Dj Rhettmatic Exclusive Collection (1 traccia)
- 2004: Underworld Inc. Lyrics Of Fury 3 (1 traccia)
- 2004: Dilated Peoples Neighborhood Watch (2 tracce)
- 2004: The Visionaries Visionaries (1 traccia)
- 2004: Okayplayer True Notes Vol. 1 (1 traccia)
- 2004: Kanye West The College Dropout (1 traccia)
- 2004: Awol One Self Titled (1 traccia)
- 2004: Phil Da Agony The Aromatic Album (1 traccia)
- 2004: Planet Asia The Grand Opening (1 traccia)
- 2004: Planet Asia Throwbacks (2 tracce)
- 2004: Mr. Complex Twisted Mister (1 traccia)
- 2005: L.A. Symphony Disappear Here (1 traccia)
- 2005: Hall Of Justus Presents: Soldiers Of Fortune (1 traccia)
- 2005: Mr. Complex Plexacade (1 traccia)
- 2005: Trek Life Price I've Paid (1 traccia)
- 2005: Supernatural S.P.I.T. - Spiritual Poetry Ignites Thought (1 traccia)
- 2005: Big Twins The Grimey One Vol. 1 (1 traccia)
- 2006: Dilated Peoples 20/20 (6 tracce)
- 2006: The Alchemist No Days Off (1 traccia)
- 2006: Tha Alkaholiks Firewater (1 traccia)
- 2006: Defari Street Music (6 tracce)
- 2006: Planet Asia The Medicine (14 tracce)
- 2007: Jozeemo Cry Now Laf Later (1 traccia)
- 2007: Strong Arm Steady Deep Hearted (1 traccia)
- 2007: Termanology Hood Politics V (1 traccia)
- 2007: Infamous Mobb  Reality Rap (1 traccia)
- 2007: Dilated Peoples The Release Party CD/DVD (1 traccia)
- 2008: Heltah Skeltah D.I.R.T. (1 traccia)
- 2008: Termanology Da Cameo King (1 traccia)
- 2008: Decon Presents: Fresh Rhymes And Videotape (1 traccia)
- 2008: Big Twins The Grimey Collection (2 tracce)
- 2009: Granite State The RE:Public (1 traccia)
- 2009: Wilshire District Music Presents: Miracle Mile Volume One (1 traccia)
- 2009: Trek Life Price I've Paid (1 traccia)